# 朱瓌墓
朱瓌墓，又名太子墓，位于江西省上饶市婺源县蚺城街道香田村，为朱熹九世先祖婺源茶院府君朱瓌之墓。
改革开放之初，婺源县政府修复了朱瓌墓。2006年12月18日，朱瓌墓公布为第五批江西省文物保护单位。